# Lüdershausen

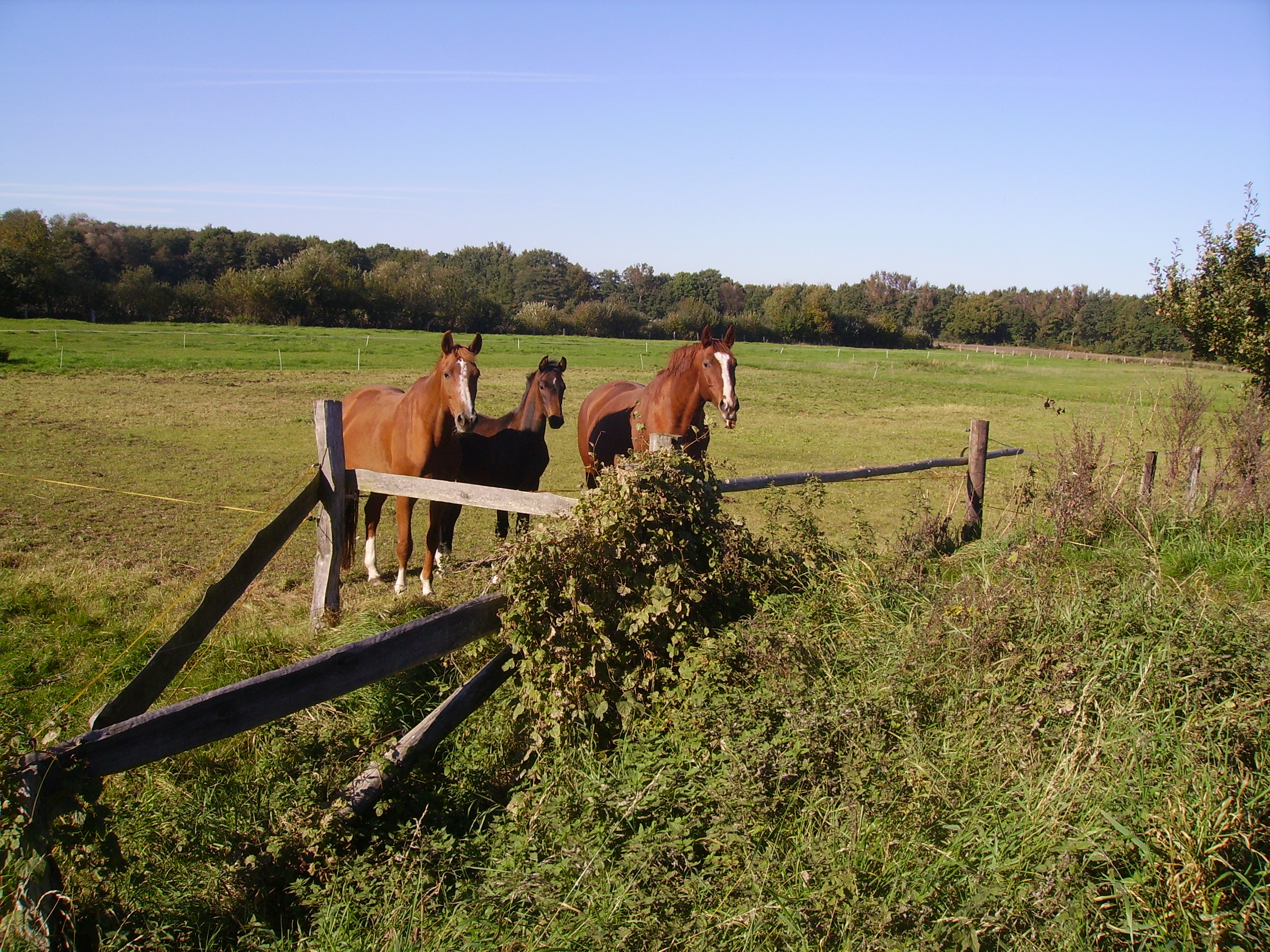
Pferdeweide in Lüdershausen

Lüdershausen ist ein Ortsteil der Gemeinde Brietlingen, Samtgemeinde Scharnebeck, im Landkreis Lüneburg, Niedersachsen  (Deutschland).

## Geografie
Inmitten der Lüneburger Elbmarsch liegt das Dorf Lüdershausen. Der nach wie vor stark landwirtschaftlich geprägte Ort ist umgeben von Feldern und Wiesen, wird aber vor allem von dem Fluss Neetze geprägt, der sich östlich des Dorfes seenartig ausweitet. Auch zwei Waldgebiete besitzt Lüdershausen: den Eichhagen im Westen und die Weckenstedt am östlichen Rand der Gemarkung.

## Geschichte
Lüdershausen wurde im Jahre 1330 erstmals urkundlich erwähnt. Es bestand zu diesem Zeitpunkt lediglich aus zwei Hofstellen. Trotzdem war Lüdershausen ein begehrter Ort, vor allem aufgrund des Neetzeüberganges und der damit verbundenen Einnahmen. Alles Salz, das von Lüneburg nach Lübeck transportiert wurde, musste hier mittels einer Fähre über den Fluss gebracht werden. Wegen seiner strategisch günstigen Lage, wurde bereits frühzeitig am Neetzeübergang eine Burg errichtet. Um 1450 war das Dorf bereits auf zehn Hofstellen angewachsen. Nach Beendigung des Dreißigjährigen Krieges wurden 1650 die Reste der alten Burg abgerissen, die bereits durch Kriegshandlungen weitestgehend zerstört war.
Sehr zu leiden hatten die Dorfbewohner unter Feuersbrünsten. So kam es 1819, 1830, 1875 und 1882 zu Großfeuern. Nur wenige Häuser blieben von den Flammen verschont.
Neben dem Feuer stellte das Wasser die größte Gefahr für die Einwohner der Elbmarsch dar. Im Jahre 1855 brach aufgrund eines Eishochwassers der Elbedeich bei Artlenburg. Die ganze Gegend um Lüdershausen wurde vom Hochwasser überspült. Das Wasser stand teilweise bis in die Stuben der Häuser.
Während des Ersten Weltkrieges fielen zehn Lüdershausener auf den Schlachtfeldern Europas. Im Zweiten Weltkrieg fielen sechs Dorfbewohner, drei Personen wurden vermisst. Ein polnischer Zwangsarbeiter wurde im Dorf exekutiert. Bereits kurz vor Kriegsende mussten alle Bewohner das Dorf auf Anordnung der britischen Besatzer verlassen. Im Ort wurden ausländische Kriegsgefangene und Fremdarbeiter vor ihrem Heimtransport gesammelt. Lüdershausen wurde den Polen übergeben. Erst am 1. September 1945 durften die Einwohner und die vielen Flüchtlingsfamilien aus den ehemaligen deutschen Ostgebieten wieder in ihre Häuser ziehen.
Am 1. März 1974 wurde Lüdershausen in die Nachbargemeinde Brietlingen eingegliedert.